# Багдарин (аэропорт)
Багдари́н — региональный аэропорт в Республике Бурятия. 
Расположен в 11 км к юго-западу от административного центра Баунтовского эвенкийского района, села Багдарин, и в 5 км к юго-западу от посёлка Маловский, на региональной автодороге Р437 Романовка — Багдарин. 
Аэродром обеспечивает чартерные рейсы в столицу республики, город Улан-Удэ, а также в отдалённые и труднодоступные места Баунтовского эвенкийского района: Курорт Баунт, Уакит и др.
Аэропорт Багдарин на данный момент является лётной площадкой, в связи с отсутствием службы Аэронавигации может принимать только воздушные суда, летающие по МПВП. Ан-2, Ми-2, Ми-8. Ан-24, Ан-30, Ан-32 площадка принять не может.
В марте 2013 года состоялся технический рейс из Улан-Удэ в Багдарин самолёта Cessna 208 Grand Caravan авиакомпании «Панх»), а с апреля начал выполняться регулярный рейс. Однако в конце 2015 г. этот рейс был закрыт и регулярное авиасообщение с Улан-Удэ было вновь прервано.

## Принимаемые типы воздушных судов
Ан-2, Ан-24, Ан-26, Ан-30, Ан-32, L-410, Cessna 208 Grand Caravan, вертолёты всех типов. 
Максимальный взлётный вес воздушного судна — 26 тонн. Служба аэронавигации отсутствует.